# FC Zwolle in het seizoen 1993/94
Het seizoen 1993/1994 was het 83e jaar in het bestaan van de Zwolse voetbalclub FC Zwolle. De club kwam uit in de Eerste divisie en nam ook deel aan het toernooi om de KNVB beker.

## Wedstrijdstatistieken

### Eerste divisie
| 1e speelronde | Fortuna Sittard                                                                    | 1 – 3 (0 – 1) | FC Zwolle                                            | Opstelling FC Zwolle: |
| 14 augustus 1993 Aanvangstijd: --:-- uur Plaats: Sittard De Baandert Toeschouwers: 2.300 Scheidsrechter: Ruud Bossen                | Anton Janssen 59'                                                                  |               | 9' Robert Maaskant 56' Harry Buisman 90' Henk Buimer |                       |
| 2e speelronde | FC Zwolle                                                                          | 1 – 1 (1 – 1) | Eindhoven                                            | Opstelling FC Zwolle: |
| 20 augustus 1993 Aanvangstijd: --:-- uur Plaats: Zwolle Oosterenkstadion Toeschouwers: 2.950 Scheidsrechter: Jan-Willem van Veluwen | Remco Boere 42'                                                                    |               | 23' Roland Vroomans                                  |                       |
| 3e speelronde | Helmond Sport                                                                      | 0 – 0         | FC Zwolle                                            | Opstelling FC Zwolle: |
| 25 augustus 1993 Aanvangstijd: --:-- uur Plaats: Helmond Stadion De Braak Toeschouwers: 3.500 Scheidsrechter: John IJkhout          |                                                                                    |               |                                                      |                       |
| 4e speelronde | FC Zwolle                                                                          | 1 – 1 (1 – 1) | N.E.C.                                               | Opstelling FC Zwolle: |
| 28 augustus 1993 Aanvangstijd: --:-- uur Plaats: Zwolle Oosterenkstadion Toeschouwers: 2.656 Scheidsrechter: Dick van Egmond        | Harry Buisman 1'                                                                   |               | 42' Kees van Wonderen                                |                       |
| 5e speelronde | SC Heracles '74                                                                    | 4 – 1 (1 – 1) | FC Zwolle                                            | Opstelling FC Zwolle: |
| 4 september 1993 Aanvangstijd: --:-- uur Plaats: Almelo Bornsestraat Toeschouwers: 2.358 Scheidsrechter: Eugène Theelen             | Dick Kooijman 18' Folkert Velten 52' Dick Kooijman 67' Dick Kooijman 76'           |               | 36' Marco Koorman                                    |                       |
| 6e speelronde | FC Zwolle                                                                          | 3 – 0 (1 – 0) | Emmen                                                | Opstelling FC Zwolle: |
| 8 september 1993 Aanvangstijd: --:-- uur Plaats: Zwolle Oosterenkstadion Toeschouwers: 1.750 Scheidsrechter: Herman van Dijk        | Remco Boere 44' Remco Boere 71' Henry van der Vegt 73'                             |               |                                                      |                       |
| 7e speelronde | Haarlem                                                                            | 4 – 2 (2 – 0) | FC Zwolle                                            | Opstelling FC Zwolle: |
| 11 september 1993 Aanvangstijd: --:-- uur Plaats: Haarlem Haarlemstadion Toeschouwers: 1.437 Scheidsrechter: Keimke Zuidema         | Herman van Eekeres 5' Patrick de Jong 40' Herman van Eekeres 55' Frank Weijers 65' |               | 59' Henry van der Vegt 90' Remco Boere               |                       |
| 8e speelronde | FC Zwolle                                                                          | 3 – 1 (1 – 0) | RBC                                                  | Opstelling FC Zwolle: |
| 24 september 1993 Aanvangstijd: --:-- uur Plaats: Zwolle Oosterenkstadion Toeschouwers: 2.650 Scheidsrechter: John IJkhout          | Remco Boere 40' Martin Reijnders 63' Martin Reijnders (pen) 78'                    |               | 70' Michel Roovers                                   |                       |
| 9e speelronde | Excelsior                                                                          | 3 – 0 (1 – 0) | FC Zwolle                                            | Opstelling FC Zwolle: |
| 2 oktober 1993 Aanvangstijd: --:-- uur Plaats: Rotterdam Stadion Woudestein Toeschouwers: 1.500 Scheidsrechter: Ruud Bossen         | Takafumi Ogura 2' Leonard van Utrecht 60' Leonard van Utrecht 89'                  |               |                                                      |                       |
| 10e speelronde | FC Zwolle                                                                          | 3 – 2 (2 – 0) | ADO Den Haag                                         | Opstelling FC Zwolle: |
| 15 oktober 1993 Aanvangstijd: --:-- uur Plaats: Zwolle Oosterenkstadion Toeschouwers: 2.850 Scheidsrechter: Jaap van Hulten         | Remco Boere 8' Leo Schellevis 40' Martin Reijnders 87'                             |               | 54' Jeffrey Talan 67' Michel Adam                    |                       |
| 11e speelronde | Dordrecht '90                                                                      | 2 – 0 (1 – 0) | FC Zwolle                                            | Opstelling FC Zwolle: |
| 23 oktober 1993 Aanvangstijd: --:-- uur Plaats: Dordrecht Stadion Krommedijk Toeschouwers: 2.250 Scheidsrechter: Theo Blommesteijn  | Romeo Wouden 8' Romeo Wouden 82'                                                   |               |                                                      |                       |
| 12e speelronde | FC Zwolle                                                                          | 2 – 1 (1 – 1) | BV Veendam                                           | Opstelling FC Zwolle: |
| 29 oktober 1993 Aanvangstijd: --:-- uur Plaats: Zwolle Oosterenkstadion Toeschouwers: 3.250 Scheidsrechter: Harrie van Beek         | Henry van der Vegt 40' Edwin Duim 48'                                              |               | 12' Willem Brouwer                                   |                       |
| 13e speelronde | FC Zwolle                                                                          | 1 – 2 (0 – 1) | Telstar                                              | Opstelling FC Zwolle: |
| 5 november 1993 Aanvangstijd: --:-- uur Plaats: Zwolle Oosterenkstadion Toeschouwers: 3.450 Scheidsrechter: Juri Takacs             | Edwin Duim 58'                                                                     |               | 17' Ronald Hoop 77' Ronald Hoop                      |                       |
| 14e speelronde | TOP Oss                                                                            | 0 – 2 (0 – 1) | FC Zwolle                                            | Opstelling FC Zwolle: |
| 20 november 1993 Aanvangstijd: --:-- uur Plaats: Oss Sportpark TOP Oss Toeschouwers: 1.950 Scheidsrechter: Jan-Willem van Veluwen   |                                                                                    |               | 11' Henk Buimer 62' Harry Buisman                    |                       |
| 15e speelronde | FC Zwolle                                                                          | 3 – 1 (1 – 1) | FC Den Bosch                                         | Opstelling FC Zwolle: |
| 26 november 1993 Aanvangstijd: --:-- uur Plaats: Zwolle Oosterenkstadion Toeschouwers: 1.300 Scheidsrechter: Dick van Egmond        | Remco Boere 36' Henry van der Vegt 46' Henk Buimer 52'                             |               | 17' Peter Burg                                       |                       |
| 16e speelronde | De Graafschap                                                                      | 3 – 0 (1 – 0) | FC Zwolle                                            | Opstelling FC Zwolle: |
| 5 december 1993 Aanvangstijd: --:-- uur Plaats: Doetinchem Stadion De Vijverberg Toeschouwers: 2.790 Scheidsrechter: Ruud Bossen    | Louis van Schijndel 19' Lody Roembiak 47' René van den Brink 79'                   |               |                                                      |                       |
| 17e speelronde | FC Zwolle                                                                          | 0 – 0         | AZ                                                   | Opstelling FC Zwolle: |
| 10 december 1993 Aanvangstijd: --:-- uur Plaats: Zwolle Oosterenkstadion Toeschouwers: 2.850 Scheidsrechter: Ton Lammers            |                                                                                    |               |                                                      |                       |
| 18e speelronde | FC Zwolle                                                                          | 3 – 2 (2 – 0) | Fortuna Sittard                                      | Opstelling FC Zwolle: |
| 17 december 1993 Aanvangstijd: --:-- uur Plaats: Zwolle Oosterenkstadion Toeschouwers: 3.150 Scheidsrechter: Harrie van Beek        | Robert Maaskant 17' Marco Koorman 41' Henk Buimer 56'                              |               | 63' Patrick Deckers 87' Jerry Taihuttu               |                       |
| 19e speelronde | Eindhoven                                                                          | 0 – 2 (0 – 1) | FC Zwolle                                            | Opstelling FC Zwolle: |
| 15 januari 1994 Aanvangstijd: --:-- uur Plaats: Eindhoven Jan Louwersstadion Toeschouwers: 2.200 Scheidsrechter: Eddy Helmstrijd    |                                                                                    |               | 45' Remco Boere 72' Remco Boere                      |                       |
| 20e speelronde | FC Zwolle                                                                          | 1 – 2 (0 – 0) | Helmond Sport                                        | Opstelling FC Zwolle: |
| 21 januari 1994 Aanvangstijd: --:-- uur Plaats: Zwolle Oosterenkstadion Toeschouwers: 2.953 Scheidsrechter: Juri Tacacs             | Remco Boere 52'                                                                    |               | 48' Jerry Taihuttu 73' (e.d.) Edwin Duim             |                       |
| 21e speelronde | N.E.C.                                                                             | 5 – 1 (3 – 1) | FC Zwolle                                            | Opstelling FC Zwolle: |
| 29 januari 1994 Aanvangstijd: --:-- uur Plaats: Nijmegen Goffertstadion Toeschouwers: 2.250 Scheidsrechter: Theo Blommesteijn       | Ulrich Cruden 13' Cees Lok 22' Cees Lok 37' Danny Hoekman 85' Bennie Dekker 87'    |               | 12' Harry Buisman                                    |                       |
| 22e speelronde | FC Zwolle                                                                          | 1 – 1 (0 – 1) | SC Heracles '74                                      | Opstelling FC Zwolle: |
| 4 februari 1994 Aanvangstijd: --:-- uur Plaats: Zwolle Oosterenkstadion Toeschouwers: 3.550 Scheidsrechter: Eugène Theelen          | Henry van der Vegt 49'                                                             |               | 34' Michael Dikken                                   |                       |
| 23e speelronde | Emmen                                                                              | 3 – 0 (1 – 0) | FC Zwolle                                            | Opstelling FC Zwolle: |
| 19 februari 1994 Aanvangstijd: --:-- uur Plaats: Emmen Stadion Meerdijk Toeschouwers: 1.683 Scheidsrechter: Mario van de Ende       | Martin Drent 4' René Grummel 66' Jan de Jonge 83'                                  |               |                                                      |                       |
| 24e speelronde | RBC                                                                                | 1 – 2 (1 – 2) | FC Zwolle                                            | Opstelling FC Zwolle: |
| 6 maart 1994 Aanvangstijd: --:-- uur Plaats: Roosendaal Sportpark De Luiten Toeschouwers: 2.300 Scheidsrechter: Hennie de Graaf     | Roy Hendriksen 24'                                                                 |               | 41' Henk Buimer 42' Remco Boere                      |                       |
| 25e speelronde | FC Zwolle                                                                          | 2 – 2 (0 – 0) | Excelsior                                            | Opstelling FC Zwolle: |
| 11 maart 1994 Aanvangstijd: --:-- uur Plaats: Zwolle Oosterenkstadion Toeschouwers: 2.650 Scheidsrechter: Theo Blommesteijn         | Edwin Duim 52' Leo Schellevis 77'                                                  |               | 65' (pen) André van de Heuvel 84' Takafumi Ogura     |                       |
| 26e speelronde | ADO Den Haag                                                                       | 0 – 3 (0 – 1) | FC Zwolle                                            | Opstelling FC Zwolle: |
| 20 maart 1994 Aanvangstijd: --:-- uur Plaats: Den Haag Zuiderparkstadion Toeschouwers: 800 Scheidsrechter: Jan-Willem van Veluwen   |                                                                                    |               | 35' Marco Koorman 48' Henk Buimer 90' Henk Buimer    |                       |
| 27e speelronde | FC Zwolle                                                                          | 0 – 2 (0 – 0) | Dordrecht '90                                        | Opstelling FC Zwolle: |
| 26 maart 1994 Aanvangstijd: --:-- uur Plaats: Zwolle Oosterenkstadion Toeschouwers: 3.150 Scheidsrechter: Frans Houben              |                                                                                    |               | 78' Mischa Rook 88' Patrick Pothuizen                |                       |
| 28e speelronde | BV Veendam                                                                         | 1 – 2 (0 – 2) | FC Zwolle                                            | Opstelling FC Zwolle: |
| 2 april 1994 Aanvangstijd: --:-- uur Plaats: Veendam De Langeleegte Toeschouwers: 1.744 Scheidsrechter: Henk Boot                   | Willem Brouwer (pen) 74'                                                           |               | 11' Harry Buisman 13' Harry Buisman                  |                       |
| 29e speelronde | FC Zwolle                                                                          | 1 – 1 (1 – 0) | Haarlem                                              | Opstelling FC Zwolle: |
| 6 april 1994 Aanvangstijd: --:-- uur Plaats: Zwolle Oosterenkstadion Toeschouwers: 2.450 Scheidsrechter: Harrie van Beek            | Erik ten Voorde 28'                                                                |               | 62' Patrick de Jong                                  |                       |
| 30e speelronde | Telstar                                                                            | 1 – 2 (0 – 0) | FC Zwolle                                            | Opstelling FC Zwolle: |
| 9 april 1994 Aanvangstijd: --:-- uur Plaats: Zwolle Oosterenkstadion Toeschouwers: 3.221 Scheidsrechter: Hugo Luijten               | Sander Oostrom 68'                                                                 |               | 65' Henry van der Vegt 87' Harry Buisman             |                       |
| 31e speelronde | FC Zwolle                                                                          | 2 – 0 (1 – 0) | TOP Oss                                              | Opstelling FC Zwolle: |
| 15 april 1994 Aanvangstijd: --:-- uur Plaats: Zwolle Oosterenkstadion Toeschouwers: 3.169 Scheidsrechter: Jerrol Elburg             | Erik ten Voorde 23' Henry van der Vegt 67'                                         |               |                                                      |                       |
| 32e speelronde | FC Den Bosch                                                                       | 1 – 1 (0 – 0) | FC Zwolle                                            | Opstelling FC Zwolle: |
| 23 april 1994 Aanvangstijd: --:-- uur Plaats: 's-Hertogenbosch Stadion De Vliert Toeschouwers: 1.384 Scheidsrechter: Rinus Koopman  | Peter Burg 88'                                                                     |               | 59' Remco Boere                                      |                       |
| 33e speelronde | FC Zwolle                                                                          | 2 – 1 (0 – 1) | De Graafschap                                        | Opstelling FC Zwolle: |
| 1 mei 1994 Aanvangstijd: --:-- uur Plaats: Zwolle Oosterenkstadion Toeschouwers: 2.850 Scheidsrechter: Hugo Luijten                 | Harry Buisman 50' Remco Boere 77'                                                  |               | 28' Richard de Vries                                 |                       |
| 34e speelronde | AZ                                                                                 | 4 – 1 (2 – 0) | FC Zwolle                                            | Opstelling FC Zwolle: |
| 7 mei 1994 Aanvangstijd: --:-- uur Plaats: Alkmaar Alkmaarderhout Toeschouwers: 2.952 Scheidsrechter: Jef van Vliet                 | Robert van Dam 20' Rini van Roon 33' Rini van Roon 49' Robert van Dam 84'          |               | 67' (pen) Martin Reijnders                           |                       |

### KNVB beker
| 2e ronde                                                                                      | FC Emmen                             | 2 – 0 (1 – 0) | FC Zwolle | Opstelling FC Zwolle:    |
| 9 oktober 1993 Plaats: Emmen Stadion Meerdijk Toeschouwers: 2.400 Scheidsrechter: Wout Schaap | Henry Meijerman 32' Martin Drent 68' |               |           | Schellevis, Van der Vegt |

## Selectie en technische staf

### Selectie 1993/94
| Nr.           | Nat.               | Naam               | Competitie | Competitie | Beker      | Beker      | Totaal     | Totaal     | Contract   | Seizoen    | Vorige club        | Debuut        |            |            |
| Nr.           | Nat.               | Naam               | W          |            | W          |            | W          |            | Contract   | Seizoen    | Vorige club        | Debuut        |            |            |
| Doelmannen    | Doelmannen         | Doelmannen         | Doelmannen | Doelmannen | Doelmannen | Doelmannen | Doelmannen | Doelmannen | Doelmannen | Doelmannen | Doelmannen         | Doelmannen    | Doelmannen | Doelmannen |
| ------------- | ------------------ | ------------------ | ---------- | ---------- | ---------- | ---------- | ---------- | ---------- | ---------- | ---------- | ------------------ | ------------- | ---------- | ---------- |
| -             | Vlag van Nederland | Henk Timmer        | 34         | 0          | 0          | 0          | 34         | 0          | –          | 5e         | Jeugd              | -             |            |            |
| -             | Vlag van Nederland | René Grotenhuis    | 0          | 0          | 0          | 0          | 0          | 0          | –          | 7e         | Jeugd              | -             |            |            |
| Verdedigers   |                    |                    |            |            |            |            |            |            |            |            |                    |               |            |            |
| -             | Vlag van Nederland | Pascal Frederiks   | 2          | 0          | 0          | 0          | 2          | 0          | –          | 1e         | Jeugd              | -             |            |            |
| -             | Vlag van Nederland | Johan Hansma       | 19         | 0          | 0          | 0          | 19         | 0          | –          | 6e         | Jeugd              | -             |            |            |
| -             | Vlag van Nederland | Wibo Koggel        | 21         | 0          | 0          | 0          | 21         | 0          | –          | 3e         | Jeugd              | -             |            |            |
| -             | Vlag van Nederland | Robert Maaskant    | 25         | 2          | 0          | 0          | 25         | 2          | –          | 2e         | Motherwell FC      | -             |            |            |
| -             | Vlag van Nederland | Herman Verrips     | 27         | 0          | 0          | 0          | 27         | 0          | –          | 1e         | FC Utrecht         | -             |            |            |
| Middenvelders |                    |                    |            |            |            |            |            |            |            |            |                    |               |            |            |
| -             | Vlag van Nederland | Edwin Duim         | 26         | 3          | 0          | 0          | 26         | 3          | –          | 10e        | Jeugd              | 30 maart 1985 |            |            |
| -             | Vlag van Nederland | Pascal Frederiks   | 2          | 0          | 0          | 0          | 2          | 0          | –          | 2e         | Jeugd              | -             |            |            |
| -             | Vlag van Nederland | Marco Koorman      | 23         | 3          | 0          | 0          | 23         | 3          | –          | 1e         | BV Veendam         | -             |            |            |
| -             | Vlag van Nederland | Arjan Louwen       | 15         | 0          | 0          | 0          | 15         | 0          | –          | 2e         | Jeugd              | -             |            |            |
| -             | Vlag van Nederland | Henk Loonstra      | 1          | 0          | 0          | 0          | 1          | 0          | –          | 2e         | Hector (ama)       | -             |            |            |
| -             | Vlag van Nederland | Sander Roege       | 9          | 0          | 0          | 0          | 9          | 0          | –          | 3e         | Jeugd              | -             |            |            |
| -             | Vlag van Nederland | Harry Sinkgraven   | –          | –          | 0          | 0          | 0          | 0          | –          | 1e         | Cambuur Leeuwarden | -             |            |            |
| -             | Vlag van Nederland | Henry van der Vegt | 30         | 7          | 0          | 0          | 30         | 7          | –          | 3e         | Jeugd              | -             |            |            |
| -             | Vlag van Nederland | Erik ten Voorde    | 5          | 2          | 0          | 0          | 5          | 2          | Huur       | 1e         | sc Heerenveen      | -             |            |            |
| Aanvallers    |                    |                    |            |            |            |            |            |            |            |            |                    |               |            |            |
| -             | Vlag van Nederland | Remco Boere        | 24         | 13         | 0          | 0          | 24         | 13         | –          | 2e         | Gil Vicente FC     | -             |            |            |
| -             | Vlag van Nederland | Henk Buimer        | 28         | 7          | 0          | 0          | 28         | 7          | –          | 3e         | Flevo Boys (ama)   | -             |            |            |
| -             | Vlag van Nederland | Harry Buisman      | 23         | 8          | 0          | 0          | 23         | 8          | –          | 2e         | Spakenburg (ama)   | -             |            |            |
| -             | Vlag van Nederland | Martin Reijnders   | 29         | 4          | 0          | 0          | 29         | 4          | –          | 5e         | Jeugd              | -             |            |            |
| -             | Vlag van Nederland | Leo Schellevis     | 26         | 2          | 0          | 0          | 26         | 2          | –          | 1e         | ADO Den Haag       | -             |            |            |
| Nr.           | Nat.               | Naam               | W          |            | W          |            | W          |            | Contract   | Seizoen    | Vorige club        | Debuut        |            |            |
| Nr.           | Nat.               | Naam               | Competitie | Competitie | Beker      | Beker      | Totaal     | Totaal     | Contract   | Seizoen    | Vorige club        | Debuut        |            |            |

### Technische staf
| Naam         | Functie      |
| ------------ | ------------ |
| Ben Hendriks | Hoofdtrainer |

## Statistieken FC Zwolle 1993/1994

### Eindstand FC Zwolle in de Nederlandse Eerste divisie 1993 / 1994
| Stand | Gespeeld | Gewonnen | Gelijk | Verloren | Punten | Doelpunten voor | Doelpunten tegen | Gele kaarten | Rode kaarten |
| ----- | -------- | -------- | ------ | -------- | ------ | --------------- | ---------------- | ------------ | ------------ |
| 8e    | 34       | 15       | 8      | 11       | 38     | 51              | 53               | –            | –            |

### Topscorers
| #      | Naam               | Goal |
| ------ | ------------------ | ---- |
| 1.     | Remco Boere        | 13   |
| 2.     | Harry Buisman      | 8    |
| 3.     | Henk Buimer        | 7    |
| 3.     | Henry van der Vegt | 7    |
| 5.     | Martin Reijnders   | 4    |
| 6.     | Edwin Duim         | 3    |
| 6.     | Marco Koorman      | 3    |
| 8.     | Robert Maaskant    | 2    |
| 8.     | Leo Schellevis     | 2    |
| 8.     | Erik ten Voorde    | 2    |
| Totaal | Totaal             | 51   |

| #      | Naam        | Goal |
| ------ | ----------- | ---- |
|        | Geen speler | 0    |
| Totaal | Totaal      | 0    |

### Kaarten
| #      | Naam        |   |
| ------ | ----------- | - |
| 1.     | Naam speler | - |
| Totaal | Totaal      | - |

| #      | Naam        |   |
| ------ | ----------- | - |
| 1.     | Naam speler | - |
| Totaal | Totaal      | - |

| #      | Naam        |   |
| ------ | ----------- | - |
| 1.     | Naam speler | - |
| Totaal | Totaal      | - |

### Punten per speelronde
| Speelronde | 1 | 2 | 3 | 4 | 5 | 6 | 7 | 8 | 9 | 10 | 11 | 12 | 13 | 14 | 15 | 16 | 17 | 18 | 19 | 20 | 21 | 22 | 23 | 24 | 25 | 26 | 27 | 28 | 29 | 30 | 31 | 32 | 33 | 34 |
| ---------- | - | - | - | - | - | - | - | - | - | -- | -- | -- | -- | -- | -- | -- | -- | -- | -- | -- | -- | -- | -- | -- | -- | -- | -- | -- | -- | -- | -- | -- | -- | -- |
| Punten     | 2 | 1 | 1 | 1 | 0 | 2 | 0 | 2 | 0 | 2  | 0  | 2  | 0  | 2  | 2  | 0  | 1  | 2  | 2  | 0  | 0  | 1  | 0  | 2  | 1  | 2  | 0  | 2  | 1  | 2  | 2  | 1  | 2  | 0  |

### Punten na speelronde
| Speelronde | 1 | 2 | 3 | 4 | 5 | 6 | 7 | 8 | 9 | 10 | 11 | 12 | 13 | 14 | 15 | 16 | 17 | 18 | 19 | 20 | 21 | 22 | 23 | 24 | 25 | 26 | 27 | 28 | 29 | 30 | 31 | 32 | 33 | 34 |
| ---------- | - | - | - | - | - | - | - | - | - | -- | -- | -- | -- | -- | -- | -- | -- | -- | -- | -- | -- | -- | -- | -- | -- | -- | -- | -- | -- | -- | -- | -- | -- | -- |
| Punten     | 2 | 3 | 4 | 5 | 5 | 7 | 7 | 9 | 9 | 11 | 11 | 13 | 13 | 15 | 17 | 17 | 18 | 20 | 22 | 22 | 22 | 23 | 23 | 25 | 26 | 28 | 28 | 30 | 31 | 33 | 35 | 36 | 38 | 38 |

### Stand na speelronde
| Speelronde | 1  | 2  | 3  | 4  | 5   | 6  | 7  | 8  | 9  | 10 | 11 | 12 | 13 | 14 | 15 | 16 | 17 | 18 | 19 | 20 | 21 | 22 | 23  | 24 | 25 | 26 | 27 | 28 | 29 | 30 | 31 | 32 | 33 | 34 |
| ---------- | -- | -- | -- | -- | --- | -- | -- | -- | -- | -- | -- | -- | -- | -- | -- | -- | -- | -- | -- | -- | -- | -- | --- | -- | -- | -- | -- | -- | -- | -- | -- | -- | -- | -- |
| Stand      | 4e | 4e | 4e | 3e | 11e | 5e | 9e | 5e | 9e | 3e | 8e | 4e | 6e | 7e | 3e | 7e | 6e | 4e | 3e | 4e | 7e | 7e | 10e | 9e | 9e | 7e | 9e | 9e | 8e | 7e | 7e | 7e | 6e | 8e |

### Doelpunten per speelronde
| Speelronde | 1 | 2 | 3 | 4 | 5 | 6 | 7 | 8 | 9 | 10 | 11 | 12 | 13 | 14 | 15 | 16 | 17 | 18 | 19 | 20 | 21 | 22 | 23 | 24 | 25 | 26 | 27 | 28 | 29 | 30 | 31 | 32 | 33 | 34 | Totaal |
| ---------- | - | - | - | - | - | - | - | - | - | -- | -- | -- | -- | -- | -- | -- | -- | -- | -- | -- | -- | -- | -- | -- | -- | -- | -- | -- | -- | -- | -- | -- | -- | -- | ------ |
| Doelpunten | 3 | 1 | 0 | 1 | 1 | 3 | 2 | 3 | 0 | 3  | 0  | 2  | 1  | 2  | 3  | 0  | 0  | 3  | 2  | 1  | 1  | 1  | 0  | 2  | 2  | 3  | 0  | 2  | 1  | 2  | 2  | 1  | 2  | 1  | 51     |